# 中新鹫属
中新鹫属（学名：Mioaegypius），是发现于中國江苏泗洪的大型猛禽，生存于中新世中期，樣本為一具保存良好的左跗蹠骨。其化石的發現填補了歐亞大陸中新世大型食肉鳥類的空白，也為舊大陸禿鷲與新大陸禿鷲長期爭議的演化關係提供線索。

## 發現
1982年秋天，時任中国科学院古脊椎动物与古人类研究所的古生物學家顧玉珉在江苏泗洪下草灣組的地層採集到一些鳥類化石，其中有一具保存較佳的左跗蹠骨，其形態有別於已知的禿鷲屬樣本，近端前後較為壓縮，蹠骨上滑車窩較淺且肌前結節與韌帶壓痕等特徵均不明顯。

## 分類
中新鹫是歐亞大陸發現的第一具中新世大型食肉鳥類的標本，具有猛禽跗蹠骨強壯、骨體不對稱與遠端滑車大小等特徵，其因骨體前後壓扁，外側有明顯的嵴與趾骨滑車較小而被進一步歸為鷹形目，又因近端前後壓縮、體型較大等特徵被歸為兀鷲亞科。
根據進一步的比較解剖學研究，中新鷲應與歐亞大陸的禿鷲關係較接近，但跗蹠骨的特徵顯示其尚未演化到禿鷲的程度，例如血管孔較小、遠端趾骨滑車不擴展、近端肌結節不明顯等。另外中新鷲也與新大陸禿鷲也有一定相似性。舊大陸禿鷲與新大陸禿鷲的演化關係長期以來存在爭議，現行研究顯示牠們之間的相似性可能是來自趨同演化。